# 布拉日伊夫卡
49°36′39″N 28°57′19″E / 49.61083°N 28.95528°E
布拉日伊夫卡（烏克蘭語：Блажіївка），是烏克蘭的村落，位於該國西南部文尼察州，由赫米利尼克區負責管轄，始建於1756年，面積1.29平方公里，海拔高度281米，2001年人口461，人口密度每平方公里357.36人。